# Celebarches unicus
Celebarches unicus är en stekelart som beskrevs av Heinrich 1934. Celebarches unicus ingår i släktet Celebarches och familjen brokparasitsteklar. Inga underarter finns listade.